# 28093 Staceylevoit
28093 Staceylevoit è un asteroide della fascia principale. Scoperto nel 1998, presenta un'orbita caratterizzata da un semiasse maggiore pari a 2,3409264 UA e da un'eccentricità di 0,1661730, inclinata di 3,83960° rispetto all'eclittica.